# Faun-Ardèche Classic 2023
De 23e editie van de wielerwedstrijd Faun-Ardèche Classic vond plaats op 25 februari 2023. Titelverdediger was de Amerikaan Brandon McNulty. De wedstrijd vond plaats in en rond Guilherand-Granges, ook de start en finish waren in deze plaats. De wedstrijd was zo'n 168,5 kilometer lang en voor de overwinning werd gestreden tussen twee Franse renners. Julian Alaphilippe en David Gaudu waren samen overgebleven van de kopgroep die eerder in de wedstrijd was ontstaan. Enkele honderden meters voor de meet trok Alaphilippe de sprint aan en dit wist hij vol te houden tot de eindstreep. Alaphilippe boekte hiermee zijn eerste zege van het seizoen van 2023. Na Gaudu kwam Mattias Skjelmose Jensen als derde over de finish.
De wedstrijd was onderdeel van de UCI ProSeries 2023.

## Uitslag
| Plaats  | Naam                     | Ploeg                    | tijd     |
| ------- | ------------------------ | ------------------------ | -------- |
| Winnaar | Julian Alaphilippe       | Soudal-Quick Step        | 4u22'50" |
| 2       | David Gaudu              | Groupama-FDJ             | z.t.     |
| 3       | Mattias Skjelmose Jensen | Trek-Segafredo           | + 31"    |
| 4       | Victor Lafay             | Cofidis                  | z.t.     |
| 5       | Romain Grégoire          | Groupama-FDJ             | + 43"    |
| 6       | Felix Gall               | AG2R-Citroën             | z.t.     |
| 7       | Lorenzo Rota             | Intermarché-Circus-Wanty | z.t.     |
| 8       | Guillaume Martin         | Cofidis                  | + 51"    |
| 9       | Rui Costa                | Intermarché-Circus-Wanty | + 54"    |
| 10      | Pierre Latour            | TotalEnergies            | z.t.     |

2001 · 
2002 · 
2003 · 
2004 · 
2005 · 
2006 · 
2007 · 
2008 · 
2009 · 
2010 · 
2011 · 
2012 · 
2013 · 
2014 · 
2015 · 
2016 · 
2017 · 
2018 · 
2019 · 
2020 ·
2021 ·
2022 · 
2023 · 2024 · 2025
Ronde van San Juan ·
Ronde van Valencia ·
Clásica de Almería ·
Ronde van Oman ·
Ronde van de Algarve ·
Ruta del Sol ·
Faun Ardèche Classic ·
La Drôme Classic ·
Kuurne-Brussel-Kuurne ·
Trofeo Laigueglia ·
Milaan-Turijn ·
Nokere Koerse ·
GP Denain ·
Bredene Koksijde Classic ·
GP Industria & Artigianato-Larciano ·
Grote Prijs Miguel Indurain ·
Scheldeprijs ·
Brabantse Pijl ·
Ronde van de Alpen ·
Grote Prijs van Plumelec ·
Tro Bro Léon ·
Ronde van Hongarije ·
Vierdaagse van Duinkerke ·
Boucles de la Mayenne ·
Ronde van Noorwegen ·
Brussels Cycling Classic ·
Dwars door het Hageland ·
Ster ZLM Tour ·
Ronde van België ·
Ronde van Slovenië ·
Ronde van het Qinghaimeer ·
Ronde van Wallonië ·
Ronde van Burgos ·
Ronde van Denemarken ·
Arctic Race of Norway ·
Ronde van Duitsland ·
Maryland Cycling Classic ·
Ronde van Groot-Brittannië ·
Grote Prijs van Fourmies ·
Grote Prijs van Wallonië ·
Coppa Sabatini ·
Super 8 Classic ·
Ronde van het Taihu-meer ·
Ronde van Luxemburg ·
Circuit Franco-Belge ·
Ronde van Langkawi ·
Ronde van Emilia ·
Coppa Bernocchi ·
Ronde van de Drie Valleien ·
Ronde van het Münsterland ·
Ronde van Piemonte ·
Ronde van Hainan ·
Parijs-Tours ·
Ronde van Veneto ·
Japan Cup ·
Veneto Classic